# Mario Alinei
Mario Alinei (Torí, 10 d'agost de 1926 - Impruneta, 8 d'agost de 2018), fou un lingüista italià, professor emèrit de la Universitat d'Utrecht. Va ser president de l'Atlas Linguarum Europae (UNESCO) i fundador dels Quaderni di semantica.
Fou un dels principals detractors, amb Colin Renfrew, del model invasionista indoeuropeu, enfront el qual proposà una alternativa: la Teoria de la Continuïtat Paleolítica.
Fou també especialista de llengua etrusca i defensà l'existència d'una relació entre aquesta llengua i l'hongarès.

## La «Teoria de la Continuïtat Paleolítica»
Mario Alinei destrià una sèrie de debilitats en el model invasionista, sobretot l'absència de proves arqueològiques determinants, la dependència ideològica i el fet que aquest model seria únic al món. Partint d'aquestes debilitats, establí, com també ho va fer Renfrew, la seva invalidesa i a partir d'aquí la necessitat de cercar una alternativa.
Controvertida en els cercles universitaris, la Teoria de la Continuïtat Paleolítica, de la qual és autor, suggereix una diferenciació lingüística entre les llengües d'Europa no posterior, sinó més aviat anterior, al Neolític. Arriba a posar implícitament en dubte l'existència, o en tot cas la importància, d'una família de llengües indoeuropees afirmant que: «Més important és el fet que Renfrew ha demostrat que els termes neolítics comuns a nombroses llengües indoeuropees poden ser considerats com a préstecs.»
Suggereix igualment que la diferenciació entre les llengües d'Europa va tenir lloc en el Mesolític.